# إخريط مجنح

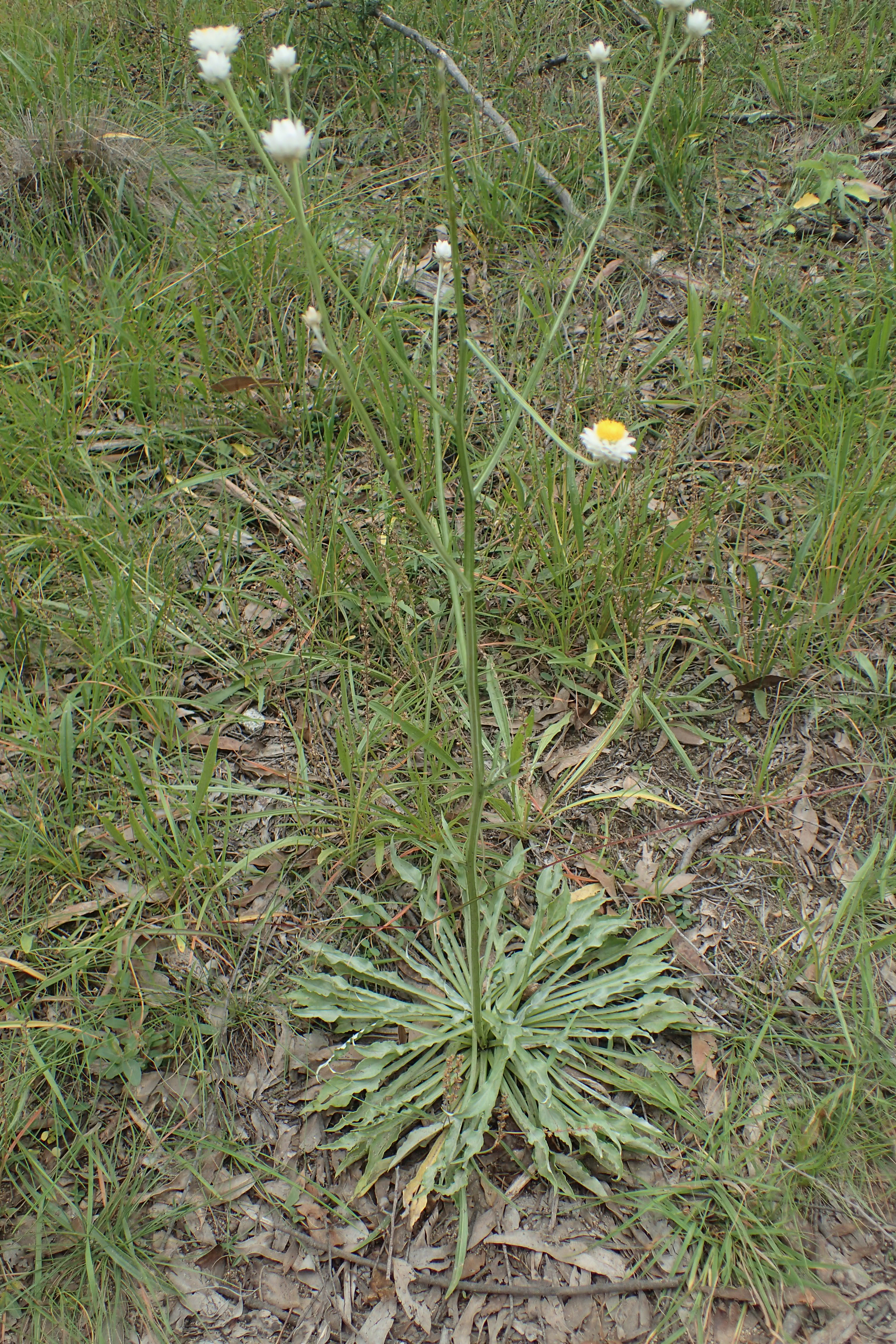
مأوى

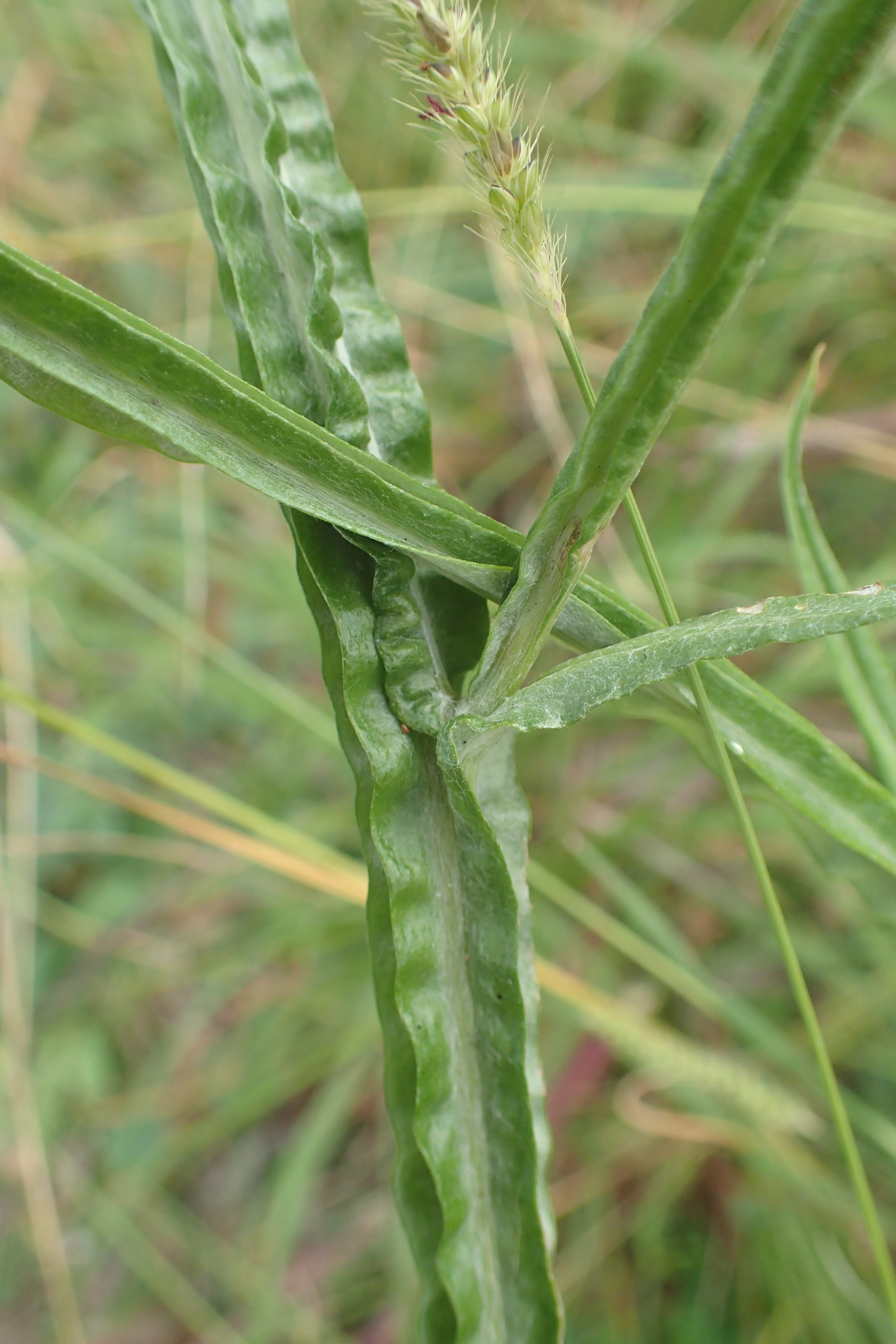
تفاصيل الجذع

إخْريط مُجنَّح هو نوع من الأعشاب المعمرة في العائلة النجمية وهو من الأنواع المحلية والمُدخلة في جنوب شرق أستراليا. لها سيقان مجنحة تجنيحاً بارزاً ، ومعظم أوراقها عند القاعدة ، ورؤوسه من زهور صفراء تحيط بها نقوش بيضاء ورقية. يتكاثر بالبذر ويرغب في الأتربة الرملية والمواقع الجنوبية المعرضة أشعة الشمس.